# خوسيه زونيغا
خوسيه زونيغا هو كاتب سيناريو وممثل هندوراس وأمريكي، ولد في 1 أبريل 1965 في هندوراس.

## أعمال

### أفلام
- (1993) الناجين[2]
- (1995) موني ترين[3]
- (1996) فدية[4]
- (1997) كون إير[5]
- (2005) قسطنطين[6]
- (2006) مهمة مستحيلة 3[7]
- (2007) التالي[8]
- (2008) الشفق[9]
- (2013) المكالمة[10]
- (2015) المبارزة
- (2017) برج الظلام[11]

### مسلسلات
- 24
- اكذب علي
- إيلياس
- شبح هامس
- عملاء شيلد
- فضيحة[12]
- كاسل
- هاوس

## وصلات خارجية
- خوسيه زونيغا على موقع IMDb (الإنجليزية)
- خوسيه زونيغا على موقع ألو سيني (الفرنسية)
- خوسيه زونيغا على موقع أول موفي (الإنجليزية)
- خوسيه زونيغا على موقع قاعدة بيانات الأفلام السويدية (السويدية)
- خوسيه زونيغا على موقع قاعدة بيانات الفيلم (الإنجليزية)
- خوسيه زونيغا على موقع كينوبويسك (الروسية)